# Childe Rowland

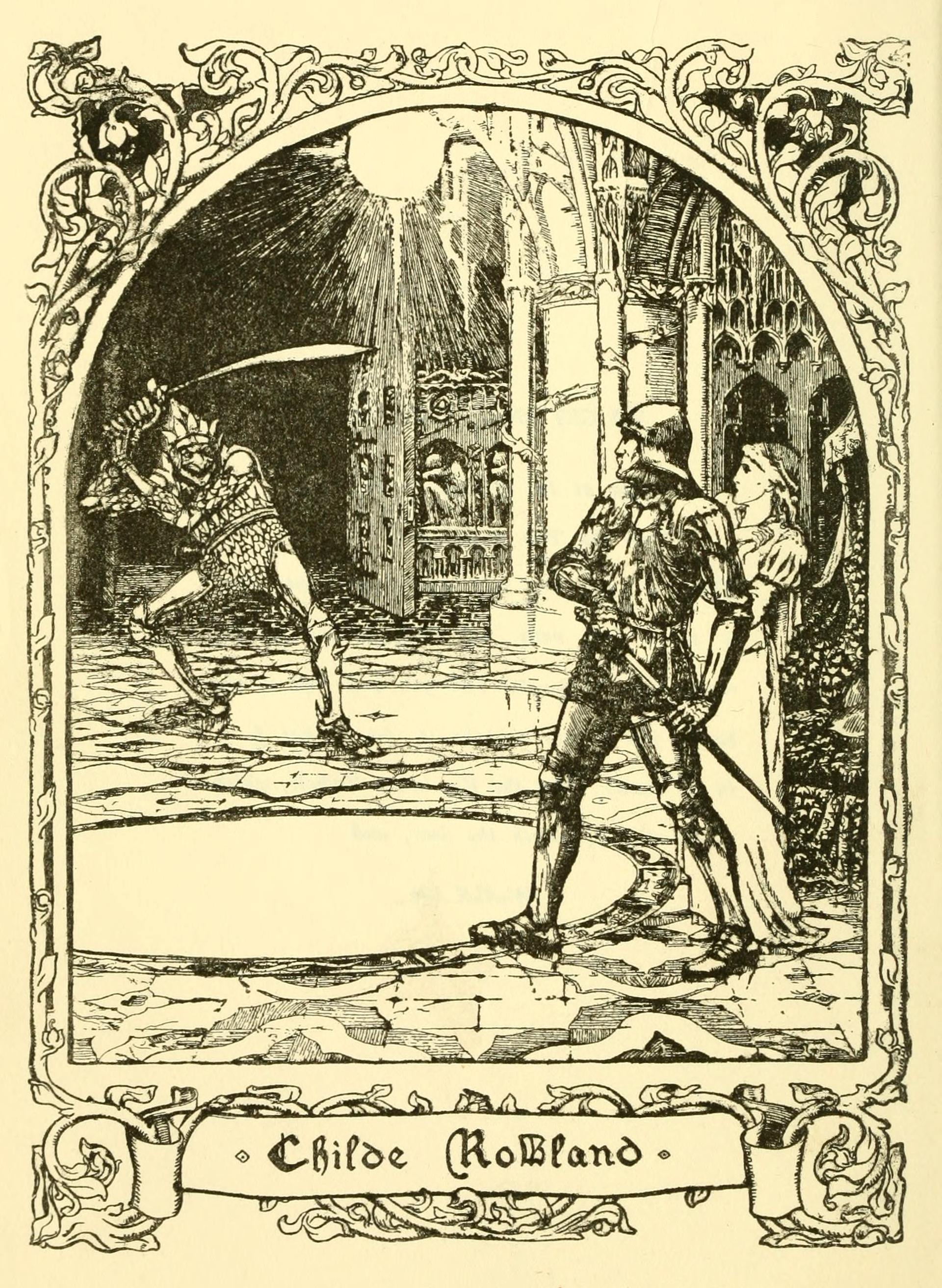
Childe Rowland tire son épée pour combattre le roi des elfes, dans cette illustration de 1902 de John Dickson Batten.

Childe Rowland est un conte de fée dont la version la plus populaire est celle de Joseph Jacobs, rédigée en partie en vers et en partie en prose, publiée en 1892 dans son English Folk and Fairy Tales. Il raconte l'histoire de Childe Rowland qui parvient à retrouver ses frères et sa sœur avec l'aide d'une épée magique et en suivant les conseils de Merlin l'enchanteur. Il trouve ses racines dans une ballade scandinave.